# HMC Bronovo
Het HMC Bronovo is een ziekenhuis aan de Bronovolaan in het noorden van Den Haag. Het maakt samen met Westeinde en Antoniushove deel uit van het Haaglanden Medisch Centrum.

## Geschiedenis
De geschiedenis van het ziekenhuis begint in 1865, toen de 's Gravenhaagsche Diaconessen-Inrichting in de Kazernestraat werd opgericht onder meer door Betsy Groen van Prinsterer-van der Hoop en Sara Katharina de Bronovo (1817-1887), die de eerste directrice werd. Zij richtte daar een opleiding op tot ziekenverpleging.
In 1879 verrees een nieuw, groot gebouw aan de Laan van Meerdervoort. De naam werd veranderd in Ziekenhuis Bronovo, verwijzend naar de eerste directrice. In 1929 werd een nieuw gebouw neergezet aan de Bronovolaan, dat rond 1999 werd vervangen door nieuwbouw. De voormalige hoge zusterflat en laagbouw ernaast op de hoek Bronovolaan/Van Hogenhoucklaan dateren uit de jaren zestig; het hoge flatgebouw is later verbouwd en sinds 2009 een huurappartementencomplex.
In 1972 fuseerden de Diakonessen-Inrichting Bronovo en het Nebo Ziekenhuis tot de Stichting Bronovo-Nebo. Op 1 januari 2015 fuseerde Bronovo-Nebo met Medisch Centrum Haaglanden (MCH) om de Stichting Medisch Centrum Haaglanden en Bronovo-Nebo te vormen.
Het ziekenhuis is landelijk vooral bekend doordat de Oranjes er soms worden opgenomen. De kinderafdeling is genoemd naar Willem-Alexander der Nederlanden. Ook de andere afdelingen dragen de naam van leden van het koninklijk huis.
Eind 2018 raakte bekend dat het Bronovo waarschijnlijk gesloten zou worden. Op 24 januari 2019 deelde het bestuur van het Haaglanden Medisch Centrum (HMC) officieel mee dat het ziekenhuis uiterlijk in 2024 dicht zou gaan. Op 15 juni 2019 verhuisde het bevallingscentrum van HMC Bronovo naar HMC Westeinde. Vanaf 2 juli 2019 werd HMC Bronovo een weekziekenhuis. Dit houdt in dat het ziekenhuis open is van maandag tot en met vrijdag voor planbare zorg (geen spoed), poliklinische zorg, controle voor zwangerschap, bloedprikken of een bezoek aan de radiologie. In het weekend en tijdens de feestdagen is het ziekenhuis gesloten. Daarnaast verhuisden de spoedeisende hulp (SEH) en de huisartsenpost (SMASH/HAP) respectievelijk naar de HMC Westeinde en HMC Antoniushove. In 2022 werd desondanks besloten dat het ziekenhuis tot ten minste 2030 definitief open blijft op doordeweekse dagen.

## Bereikbaarheid
Locatie Bronovo is te bereiken met bus 20, 23 en 29, halte HMC Bronovo.